# Matt Kemp
Matthew Ryan Kemp (nacido el 23 de septiembre de 1984) es un beisbolista estadounidense. Actualmente juega para Cincinnati Reds, luego de jugar para Atlanta Braves, San Diego Padres y Los Angeles Dodgers. Su posición habitual es jardinero central.

## Carrera profesional

### Los Angeles Dodgers
Su carrera profesional inició en 2006 con Los Angeles Dodgers obteniendo un porcentaje de bateo de .253 en 52 juegos. En 2009 logró .297 en 159 encuentros. A la defensiva se ha desempeñado con un porcentaje de fildeo de .985 hasta 2010.
Obtuvo un Guante de Oro en 2009 y participó con el equipo angelino en dos series de campeonato por la Liga Nacional (2008 y 2009). Por otro lado, y en cuanto a su vida personal, sostuvo una relación sentimental con la cantante Rihanna.

### San Diego Padres
El 11 de diciembre de 2014, Kemp fue transferido a los Padres de San Diego junto a Tim Federowicz y $32 millones en efectivo a cambio de Joe Wieland, Yasmani Grandal y Zach Eflin. El traspaso no se hizo efectivo hasta el 18 de diciembre, debido a preocupaciones de los Padres en cuanto a la condición física de Kemp.
El 14 de agosto de 2015, en un juego de visitante ante los Rockies de Colorado, Kemp se convirtió en el primer jugador en la historia de los Padres en batear para el ciclo.

### Atlanta Braves
El 30 de julio de 2016, Kemp fue transferido a los Bravos de Atlanta a cambio de Héctor Olivera. El 16 de septiembre de 2016, conectó un doble ante los Nacionales de Washington que representó el hit 1,500 de su carrera. En 56 juegos con su nuevo equipo, registró promedio de .280 con 12 jonrones y 39 impulsadas, culminando la temporada con promedio de .268 y un total de 35 jonrones y 108 impulsadas.
En 2017, la temporada de Kemp se vio afectada por las lesiones. El 11 de abril fue incluido en la lista de lesionados debido a un estiramiento en el tendón de la corva, regresando a la acción el 20 de abril. Luego de luchar con la lesión a lo largo de la temporada, fue colocado en la lista de lesionados nuevamente el 29 de julio, manteniéndolo fuera de juego hasta su regreso el 19 de agosto. En un total de 115 juegos y 438 turnos al bate, registró promedio de .276 con 19 jonrones y 74 impulsadas.

### Regreso a Los Angeles Dodgers
El 16 de diciembre de 2017, Kemp fue transferido a Los Angeles Dodgers a cambio de Adrián González, Scott Kazmir, Brandon McCarthy, Charlie Culberson y consideraciones en efectivo.